# Sensors and Actuators B: Chemical
Sensors and Actuators B: Chemical, скорочено Sens. Actuators B Chem. — науковий журнал, який видає Elsevier. Перше видання вийшло в 1990 році. Наразі журнал видає 15 номерів на рік. Публікуються статті, присвячені використанню хімічних сенсорів і мікросистем.
Імпакт-фактор у 2019 році становив 7,100.  Згідно зі статистичними даними ISI Web of Knowledge, у 2014 році журнал посів 8 місце з 74 журналів у категорії Аналітична хімія, 6 місце з 28 журналів у категорії Електрохімія та 3 місце з 56 журналів у категорії Інструменти та контрольно-вимірювальні прилади.